# The Wake of Magellan
The Wake of Magellan es un álbum conceptual de la banda estadounidense Savatage, y está basada en varias historias, la primera parte la ocupa el incidente de Maersk Dubai, la trágica muerte de la reportera irlandesa Veronica Guerin, la cual fue asesinada por narcotraficantes en su país, luego de realizar una investigación y ponerlos al descubierto (Complaint in the System) y teniendo como tema central la ficticia historia de la dificultosa travesía de un barco español.

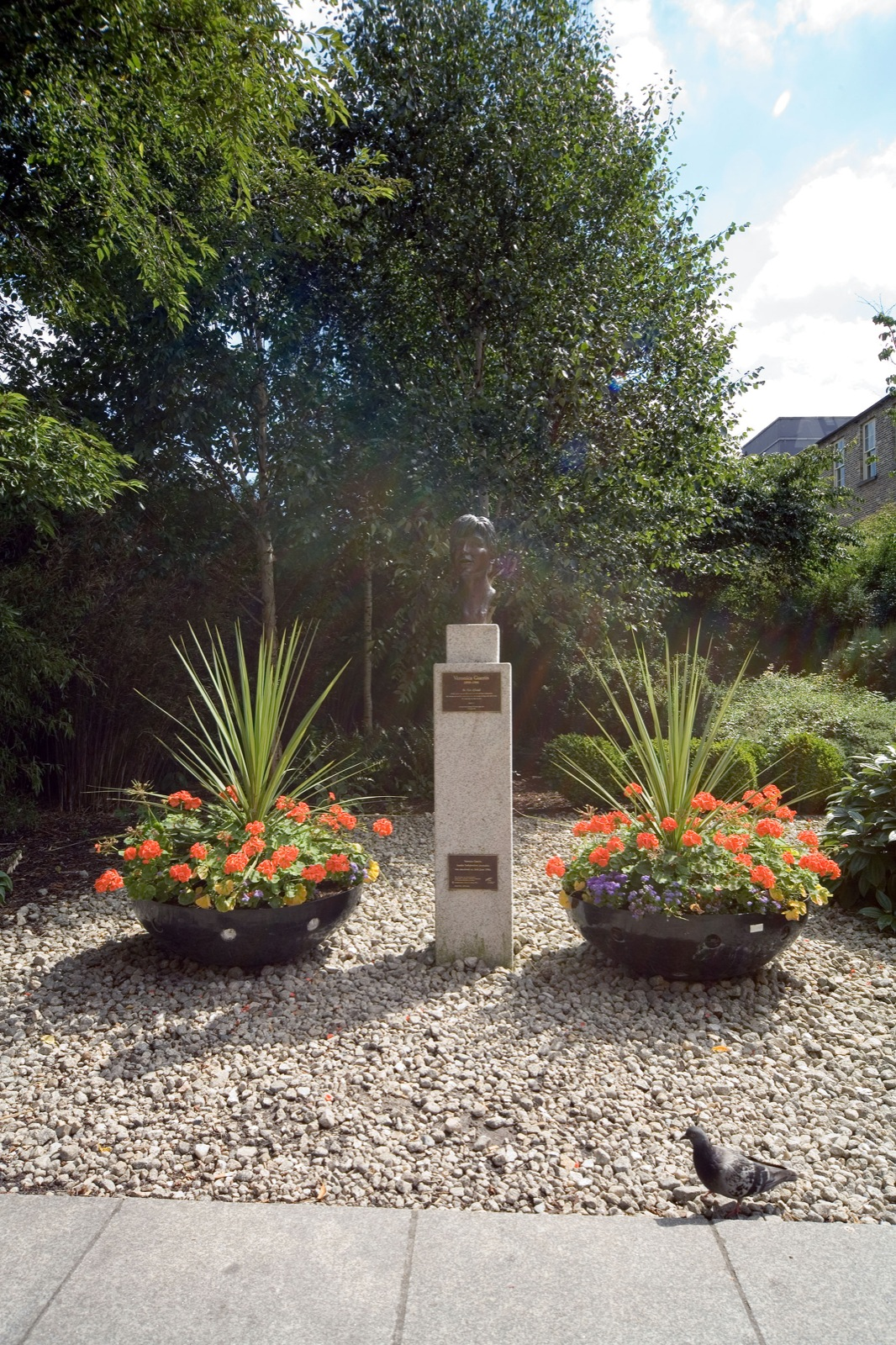
Tumba de Veronica Guerin.

## Lista de canciones
1. "The Ocean" - 1:33
2. "Welcome" - 2:11
3. "Turns to Me" - 6:01
4. "Morning Sun" - 5:49
5. "Another Way" - 4:35
6. "Blackjack Guillotine" - 4:33
7. "Paragons of Innocence" - 5:33
8. "Complaint in the System" - 2:37
9. "Underture" - 3:52
10. "The Wake of Magellan" - 6:10
11. "Anymore" - 5:16
12. "The Storm" - 3:45
13. "The Hourglass" - 8:05

## Créditos
- Zachary Stevens – voz
- Jon Oliva – voz, teclados
- Chris Caffery – guitarra
- Al Pitrelli – guitarra
- Johnny Lee Middleton – bajo
- Jeff Plate – batería